# Phakellia columnata
Phakellia columnata är en svampdjursart som först beskrevs av Burton 1928.  Phakellia columnata ingår i släktet Phakellia och familjen Axinellidae. Inga underarter finns listade i Catalogue of Life.